# Raúl Fernández-Cavada
Raúl Fernández-Cavada Mateos (ur. 13 marca 1988 w Bilbao) – hiszpański piłkarz występujący na pozycji bramkarza w UD Las Palmas.